# Tuljapur
Tuljapur là một thành phố và là nơi đặt hội đồng đô thị (municipal council) của quận Osmanabad thuộc bang Maharashtra, Ấn Độ.

## Địa lý
Tuljapur có vị trí 18°00′B 76°05′Đ / 18°B 76,08°Đ Nó có độ cao trung bình là 648 mét (2125 feet).

## Nhân khẩu
Theo điều tra dân số năm 2001 của Ấn Độ, Tuljapur có dân số 31.714 người. Phái nam chiếm 52% tổng số dân và phái nữ chiếm 48%. Tuljapur có tỷ lệ 69% biết đọc biết viết, cao hơn tỷ lệ trung bình toàn quốc là 59,5%: tỷ lệ cho phái nam là 76%, và tỷ lệ cho phái nữ là 60%. Tại Tuljapur, 14% dân số nhỏ hơn 6 tuổi.